# 20 июня
20 июня — 171-й день года (172-й в високосные годы) по григорианскому календарю.
До конца года остаётся 194 дня.
До 15 октября 1582 года — 20 июня по юлианскому календарю, с 15 октября 1582 года — 20 июня по григорианскому календарю.
В XX и XXI веках соответствует 7 июня по юлианскому календарю.

## Праздники и памятные дни
См. также: Категория:Праздники 20 июня

### Международные
- ООН — Всемирный день беженцев (2001)
- Всемирный день защиты слонов в зоопарках (2009)

### Национальные
- Россия — День специалистов минно-торпедной службы ВМФ[2] (1997)
- Азербайджан — День работников газового хозяйства (2006)
- Аргентина — День национального флага (1938)

### Религиозные
Православие
- Собор Иваново-Вознесенских святых
- мучениц Валерии (Калерии), Кириакии (Кирии) и Марии в Кесарии Палестинской (284—305)
- память мученика Феодота Анкирского (303)
- память священномученика Маркеллина, папы Римского, и мучеников Клавдия, Кирина и Антонина (304)
- память священномучеников Маркелла, папы Римского, Сисиния и Кириака, диаконов, мучеников Смарагда, Ларгия, Апрониана, Сатурнина, Папия и Мавра воинов и Крискентиана, мучениц Прискиллы, Лукины и Артемии царевны (304—310)
- память священномучеников Андроника (Никольского), архиепископа Пермского, Александра Осетрова, Валентина Белова, Вениамина Луканина, Виктора Никифорова, Александра Махетова, Павла Аношкина, Владимира Белозёрова, Игнатия Якимова, Михаила Денисова, Николая Онянова, Павла Кунгурского (Соколова), Александра Преображенского, Николая Рождественского, Николая Конюхова, пресвитеров, Григория Смирнова, диакона, и мучеников Афанасия Жуланова и Александра Зуева (1918)
- память священномученика Петра Павловского (Кузнецова), пресвитера (1919)

### Именины
- Православные: Валерия, Мария, Анимаиса.

## События
См. также: Категория:События 20 июня

### До XIX века
- 278—275 до н. э. — по легенде, в честь Суммана освящён отдельный храм близ Circus Maximus, так как в храм Юпитера на Капитолийском холме ночью ударила молния[5][6][7].
- 451 — битва на Каталаунских полях (примерная дата)[8].
- 840 — викинги впервые доплыли по Сене до Руана.
- 1180 — Война Тайра и Минамото: войско принца Мотихито и Минамото-но Ёримаса разбито в битве при Удзи[9].
- 1578 — английский исследователь Мартин Фробишер объявил Гренландию владением короны, назвав её «Западной Англией».
- 1673 — французская экспедиция впервые прибыла в Иллинойс.
- 1756 — Осада Калькутты, начало войны Ост-Индской кампании с навабом Бенгалии.
- 1782 — утверждена Большая государственная печать США.
- 1789 — Великая Французская революция: клятва в зале для игры в мяч.
- 1791 — Великая Французская революция: неудавшаяся попытка бегства Людовика XVI из Парижа.
- 1792 — Великая Французская революция: народная демонстрация в Париже.
- 1793 — американец Эли Уитни запатентовал хлопкоочистительную машину.

### XIX век
- 1837 — королевой Великобритании становится Виктория I.
- 1840 — Сэмюэл Морзе запатентовал телеграф.
- 1863
  - Западная Виргиния стала 35 штатом США.
  - Учреждён первый в США банк (Национальный банк Davenport штата Айова).
- 1867 — президент Эндрю Джонсон объявил о покупке Аляски.
- 1880 — на Пушкинских торжествах Фёдор Достоевский произнёс свою 45-минутную речь, посвящённую Александру Пушкину.
- 1881 — в Нижнем Новгороде проведена первая в России линия телефонной связи[10].
- 1893 — открыта основанная Д. И. Менделеевым Главная палата мер и весов.
- 1894 — Александр Йерсен обнаружил возбудителя чумы[11].
- 1895 — открыт Кильский канал, соединяющий Балтийское и Северное моря. Его длина 98 км, ширина по поверхности воды 102 м, глубина 11,3 м.
- 1900 — убийство в Пекине германского посла Клеменса фон Кеттелера, послужившее поводом для отправки экспедиционной армии для подавления Ихэтуаньского восстания.

### XX век
- 1904 — в Риге открылся 1-й съезд латышских социал-демократов, на котором учреждена Латышская социал-демократическая рабочая партия.
- 1913 — впервые в истории России назначен ответственный за спорт и физическое развитие — генерал Воейков.
- 1928 — основан испанский футбольный клуб Вальядолид.
- 1933 — создана генеральная прокуратура СССР.
- 1934 — на продажу выставлен мост Ватерлоо в Лондоне.
- 1937 — успешно завершился полёт в США через Северный полюс экипажа Валерия Чкалова (в составе В. П. Чкалов, Г. Ф. Байдуков, А. В. Беляков). В воздухе лётчики пробыли 63 часа 16 минут.
- 1939 — совершён первый в истории полёт немецкого реактивного самолёта Heinkel He 176.
- 1939 — в Ленинграде арестован режиссёр Всеволод Мейерхольд.
- 1943 — в Северной Канаде обнаружен Новый Квебекский кратер, один из самых больших в мире.
- 1945
  - Из Берлина в Москву доставлено Знамя Победы, ранее водружённое на крыше Рейхстага.
  - В Нью-Йорке 4 млн жителей приветствовали вернувшегося из Европы генерала Дуайта Эйзенхауэра.
- 1947 — Сутан Шарир покинул пост премьер-министра Индонезии.
- 1949 — Папа Римский предал анафеме коммунистических лидеров Чехословакии.
- 1950 — «Правда» опубликовала статью Сталина «Марксизм и вопросы языкознания».
- 1954 — через Дунай между Болгарией и Румынией открыт «Мост дружбы».
- 1963 — создана «горячая линия» между СССР и США.
- 1967 — Мохаммед Али судом Хьюстона приговорён к 5 годам тюрьмы и штрафу в 10 000 долларов за отказ служить в армии США, участвующей во Вьетнамской войне.
- 1968 — образован Третий Центральный Военный Клинический Госпиталь имени А. А. Вишневского.
- 1969 — на референдуме в Родезии (современное Зимбабве) население высказалось в пользу провозглашения республики.
- 1972 — постановление ЦК КПСС и Совета Министров СССР «О завершении перехода ко всеобщему среднему образованию молодёжи и дальнейшем развитии общеобразовательной школы».
- 1977 — торжественное открытие трансаляскинского нефтепровода длиной 1300 км.
- 1990 — принята декларация о государственном суверенитете Узбекистана.
- 1991
  - Парламент Германии и члены германского правительства приняли решение о своём переезде из Бонна в Берлин.
  - В Латвии восстановлена конституция 1922 года.
- 1992 — в Туве начат сбор подписей за проведение референдума о независимости от России.
- 1993 — совершён первый пробный железнодорожный рейс по Евротоннелю под Ла-Маншем.
- 1996 — основана кинологическая служба МЧС России[12].
- 1997
  - В подмосковных Люберцах прошёл открытый аукцион по продаже легковых автомобилей иностранного производства, находящихся на балансе федеральных органов власти. Так началась организованная первым замом премьер-министра России Борисом Немцовым кампания по пересадке правительственных чиновников на российские автомобили. На аукцион выставлены 52 машины, присутствовали 22 покупателя, выступил сам инициатор действа, а большинство машин не продано.
  - В США вышла последняя, 4-я часть супергеройского фильма, основанная на персонажах DC Comics — «Бэтмен и Робин».
- 2000 — в помещении редакции российской телекомпании НТВ проведён обыск и выемка документов.

### XXI век
- 2003 — создан фонд Викимедиа.
- 2011 — авиакатастрофа Ту-134 под Петрозаводском (погибли 47 человек).

## Родились
См. также: Категория:Родившиеся 20 июня

### До XIX века
- 1566 — Сигизмунд Ваза (ум. 1632), король польский и великий князь литовский (1587—1632), король шведский (1592—1599).
- 1583 — Якоб Понтуссон Делагарди (ум. 1652), шведский военный и государственный деятель, активный участник Смутного времени в России.
- 1615 — Сальватор Роза (ум. 1673), итальянский живописец, гравёр, поэт и музыкант.
- 1793 — Александр Фредро (ум. 1876), польский поэт, драматург и писатель.

### XIX век
- 1819 — Жак Оффенбах (ум. 1880), французский композитор, основоположник классической оперетты.
- 1833 — Леон Бонна (ум. 1922), французский живописец и коллекционер.
- 1843 — Фёдор Стравинский (ум. 1902), русский оперный певец (бас).
- 1848 — Вацлав Мысльбек (ум. 1922), чешский скульптор.
- 1858 — Александр Рагоза (расстрелян в 1919), российский генерал от инфантерии, военный министр Украинской Державы при гетмане П. Скоропадском.
- 1859 — Христиан фон Эренфельс (ум. 1932), австрийский философ и психолог.
- 1861 — сэр Фредерик Гоуленд Хопкинс (ум. 1947), английский медик и биохимик, лауреат Нобелевской премии по физиологии или медицине (1929).
- 1887 — Курт Швиттерс (ум. 1948), немецкий художник и писатель-модернист.
- 1892 — Сергей Третьяков (расстрелян в 1937), русский публицист, драматург, поэт-футурист.
- 1898 — Пётр Поспелов (ум. 1979), советский партийный деятель, историк КПСС, академик.
- 1899 — Жан Мулен (ум. 1943), французский политик, герой движения Сопротивления времён Второй мировой войны.

### XX век
- 1909
  - Никколо Джани[итал.] (погиб в 1941), итальянский журналист и философ, основатель Школы фашистского мистицизма[итал.].
  - Эррол Флинн (ум. 1959), американский актёр кино и театра.
- 1911 — Владимир Емельянов (ум. 1975), актёр театра и кино, народный артист РСФСР.
- 1913 — Лилиан Джексон Браун (ум. 2011), американская журналистка и писательница, автор детективов.
- 1915 — Теренс Янг (ум. 1994), английский кинорежиссёр и сценарист, один из создателей Бондианы.
- 1924 — Чет Аткинс (ум. 2001), американский гитарист-виртуоз, продюсер и звукорежиссёр.
- 1927 — Вячеслав Котёночкин (ум. 2000), режиссёр и художник-мультипликатор, народный артист РСФСР.
- 1928
  - Гавриил Ващенко (ум. 2014), белорусский советский живописец, народный художник Белорусской ССР.
  - Жан-Мари Ле Пен (ум. 2025), французский политический деятель, основатель и лидер Национального фронта в 1972—2011 годах. Отец французского политического деятеля Марин Ле Пен.
- 1932 — Роберт Рождественский (урожд. Петкевич ; ум. 1994), советский поэт, поэт-песенник, переводчик, лауреат Государственной премии СССР.
- 1933 — Жан Буатё (ум. 2010), французский пловец, олимпийский чемпион (1952).
- 1934 — Юрий Визбор (ум. 1984), советский поэт, исполнитель авторской песни, актёр, журналист, писатель, сценарист.
- 1937 — Николай Дроздов, советский и российский учёный-зоолог, автор и ведущий телепрограммы «В мире животных».
- 1938
  - Спартак Миронович, советский и белорусский гандбольный тренер
  - Юрий Скоков (ум. 2013), первый Секретарь Совета Безопасности Российской Федерации (1992—1993).
- 1940 — Владимир Коренев (ум. 2021), советский и российский актёр театра и кино, народный артист РФ.
- 1941
  - Стивен Фрирз, британский кинорежиссёр.
  - Альберт Шестернёв (ум. 1994), советский футболист, серебряный призёр чемпионата Европы (1964), тренер.
- 1942 — Брайан Уилсон (ум. 2025), американский музыкант и автор песен, основатель группы The Beach Boys, обладатель «Грэмми».
- 1949 — Лайонел Ричи, американский певец, саксофонист, пианист.
- 1952 — Джон Гудмен, американский актёр, продюсер, лауреат премий «Золотой глобус» и «Эмми».
- 1954 — Илан Рамон (погиб в 2003), лётчик израильских ВВС, первый израильский астронавт.
- 1963 — Ольга Прокофьева, советская и российская актриса театра и кино, заслуженная артистка РФ.
- 1967 — Николь Кидман, австралийская и американская актриса, певица, продюсер, обладательница премий «Оскар», «Золотой глобус», «Эмми», BAFTA и др.
- 1968
  - Роберт Родригес, американский кинорежиссёр, сценарист, продюсер, оператор, композитор.
  - Саманта Спайро, английская актриса кино и телевидения.
- 1969 — Паулу Бенту, португальский футболист и футбольный тренер.
- 1973 — Мария Аниканова, советская и российская актриса театра и кино, заслуженная артистка РФ.
- 1974 — Аттила Цене, венгерский пловец, олимпийский чемпион (1996).
- 1977 — Гордан Гиричек, хорватский баскетболист.
- 1978 — Фрэнк Лэмпард, английский футболист, тренер и детский писатель.
- 1980 — Тика Самптер, американская фотомодель и актриса.
- 1981
  - Некар Задеган, американская актриса кино и телевидения, фотомодель.
  - Элисон Портер, американская актриса и певица.
- 1982
  - Алексей Березуцкий, российский футболист, тренер, заслуженный мастер спорта.
  - Василий Березуцкий, российский футболист, тренер, заслуженный мастер спорта, брат Алексея.
- 1987 — Джозеф Эбуа, кенийский бегун, чемпион мира по кроссу (2010).
- 1988 — Шефали Чоудхури, валлийская киноактриса.
- 1990 — Дин Нин, китайская спортсменка, трёхкратная олимпийская чемпионка по настольному теннису.
- 1991
  - Калиду Кулибали, сенегальский футболист.
  - Расмус Лауге Шмидт, датский гандболист, олимпийский чемпион (2024), трёхкратный чемпион мира.
- 1997
  - Балинт Копас, венгерский гребец-байдарочник, олимпийский чемпион (2020), чемпион мира (2019).
  - Джордан Ларссон, шведский футболист.

## Скончались
См. также: Категория:Умершие 20 июня

### До XIX века
- 840 — Людовик I Благочестивый (р. 778), король Аквитании (781—814), король франков и император Запада (814—840).
- 882 — Людовик III Французский (р. 863), король Франции (879—882), из династии Каролингов.
- 1389 — Мурад I (р. 1326), 3-й султан Турции (1359—1389).
- 1754 — Луи Каравак (р. 1684), французский живописец, придворный портретист российских императоров.
- 1759 — Мавра Шувалова (р. 1708), ближайшая подруга российской императрицы Елизаветы Петровны, статс-дама её двора.
- 1787 — Карл Фридрих Абель (р. 1723), немецкий композитор и музыкант, виртуоз игры на виоле да гамба.

### XIX век
- 1802 — Гаэтано Гандольфи (р. 1734), итальянский художник.
- 1820 — Мануэль Бельграно (р. 1770), аргентинский политик и генерал.
- 1837 — Вильгельм IV (р. 1765), английский король (1830—1837).
- 1857 — граф Александр Чернышёв (р. 1786), генерал, деятель русской разведки и армии.
- 1870
  - Жюль де Гонкур (р. 1830), французский писатель.
  - Николай Устрялов (р. 1805), русский историк, археограф, педагог, академик Петербургской АН.
- 1875 — Вильгельм Бауэр (р. 1822), инженер, конструктор первых немецких подводных лодок.
- 1888 — Иоганн Герман Цукерторт (р. 1842), немецкий шахматист, журналист, основатель «Шахматного ежемесячника».
- 1895 — Томас Генри Гексли (р. 1825), английский биолог-дарвинист, президент Лондонского королевского общества.

### XX век
- 1920 — Дмитрий Ивановский (р. 1864), русский физиолог растений и микробиолог, основоположник вирусологии.
- 1922 — Витторио Монти (р. 1868), итальянский скрипач, композитор и дирижёр.
- 1925 — Йозеф Брейер (р. 1842), австрийский врач, один из основателей психоанализа, наставник Зигмунда Фрейда.
- 1933 — Клара Цеткин (р. 1857), деятельница немецкого и международного коммунистического движения, борец за права женщин.
- 1937 — расстрелян Михаил Зюк (р. 1895), советский военный деятель, революционер, комбриг.
- 1940 — Чарли Чейз (р. 1893), американский актёр, сценарист, кинорежиссёр, мастер эксцентрической комедии.
- 1947 — убит Багси Сигел (р. 1906), американский гангстер, положивший начало казино Лас-Вегаса.
- 1949 — Фёдор Оцеп (р. 1895), русский советский кинорежиссёр, сценарист, критик, организатор кинопроизводства, эмигрант.
- 1958 — Курт Альдер (р. 1902), немецкий химик-органик, лауреат Нобелевской премии (1950).
- 1966 — Жорж Леметр (р. 1894), бельгийский астроном и математик, автор теории большого взрыва.
- 1971 — Герман Моозер[нем.] (р. 1891), швейцарский микробиолог, эпидемист и гигиенист.
- 1971 — Лаврентий Масоха (р. 1909), советский актёр театра и кино.
- 1975 — погиб Михаил Егоров (р. 1923), советский разведчик, сержант Красной Армии, в 1945 г. совместно с Мелитоном Кантарией водрузивший Знамя Победы на крыше Рейхстага.
- 1976 — Виталий Доронин (р. 1909), актёр театра и кино, народный артист РСФСР.
- 1987 — Леонид Харитонов (р. 1930), актёр театра и кино, заслуженный артист РСФСР.
- 1990 — Альфред Хейдок (р. 1892), русский писатель-прозаик, переводчик.
- 1992 — Николай Сидельников (р. 1930), композитор, профессор Московской консерватории, народный артист РСФСР.
- 1994 — Джей Майнер (р. 1932), американский специалист в области информатики, создатель первого в мире мультимедийного компьютера Amiga 1000.
- 1995 — Эмиль Мишель Чоран (р. 1911), французский мыслитель-эссеист румынского происхождения
- 1997 — Джахит Кюлеби (при рожд. Махмут Джахит Эренджан; р. 1917), турецкий поэт[13].

### XXI век
- 2005 — Джек Килби (р. 1923), американский физик, инженер, создатель первой интегральной микросхемы, лауреат Нобелевской премии (2000).
- 2012 — Вячеслав Баранов (р. 1958), советский и российский киноактёр, мастер дублирования.
- 2021 — Анатолий Лысенко (р. 1937), деятель советского и российского телевидения, журналист, режиссёр, продюсер, сценарист и генеральный директор ВГТРК.
- 2022 — Регимантас Адомайтис (р. 1937), советский и литовский актёр театра и кино.
- 2024
  - Маргарита Войтес (р. 1936), советская, эстонская певица оперы и оперетты, актриса. Народная артистка СССР (1979).
  - Лотар Галль (р. 1936), крупнейший немецкий историк. Рыцарь Ордена «За заслуги перед Федеративной Республикой Германия» (1983).
  - Феликс Комаров (р. 1948), бизнесмен, коллекционер, галерист российского происхождения — владелец галереи «Russian World Gallery» («Русский мир»).
  - Гурам Костава (р. 1937), советский фехтовальщик, двукратный бронзовый призёр Олимпийских игр (1960 и 1964), двукратный чемпион мира(1961 и 1967). Заслуженный мастер спорта СССР (1965).
  - Дональд Сазерленд (р. 1935), канадский актёр театра, кино и телевидения, кинопродюсер. Обладатель премий «Эмми» (1995) и «Золотой глобус» (1996, 2003), лауреат почётного «Оскара» (2017).
  - Николай Сацура (р. 1952), советский и белорусский музыкант, композитор и аранжировщик. Заслуженный деятель искусств Республики Беларусь (1997). Музыкальный руководитель ансамбля «Сябры» (1974—1976, 1981—2024).
- 2025
  - Паули Невала (р. 1940), финский легкоатлет (метатель копья), олимпийский чемпион (1964).
  - Рамиль Хайрутдинов (р. 1964), советский и российский татарский историк, кандидат исторических наук.

## Приметы
Федот Урожайник
- Если погода тёплая и ясная — урожай ржи будет хороший и зерно крупное.
- Святой Федот тепло даёт — в рожь золото ведёт[14].
- Окропи бабе плат; Ушат воды — напёрсток грязи.
- Перед грозой лес притихает.
- Если гром долго гремит — ненастье надолго, а если он переходит с места на место — будет град и холод.